# 1er novembre 1921
Le mardi 1er novembre 1921 est le 305e jour de l'année 1921.

## Naissances
- André Grillon (mort le 20 juin 2003), footballeur français.
- Dmitri Ziouzine (mort le 12 juillet 1976), aviateur soviétique.
- Harald Quandt (mort le 22 septembre 1967), industriel ouest-allemand.
- Ian Pearce (mort le 8 novembre 2012), musicien australien de jazz et de ragtime
- Ida Fink (morte le 27 septembre 2011), femme de lettres juive polonaise.
- Ilse Aichinger (morte le 11 novembre 2016), écrivaine autrichienne.
- Jacinto Marques, joueur de football portugais.
- José Matos Mar (mort le 7 août 2015), anthropologue péruvien.
- Mario Rigoni Stern (mort le 16 juin 2008), écrivain italien.
- Pierre Lanneret (mort en 1994), militant communiste de conseils français.
- Roger Viaud, militant syndicaliste des PTT.
- Ouadia Al-Safi (mort le 11 octobre 2013), chanteur et instrumentiste.

## Décès
- Francisco Pradilla y Ortiz (né le 24 juillet 1848), peintre espagnol.
- Jean-Baptiste Guéneau (né le 11 février 1849), personnalité politique française.
- Zoé Lafontaine (née le 26 juin 1841), femme du premier canadien français à être premier ministre du Canada.

## Événements
- Sortie du film The Adventures of Mr. Pickwick
- Sortie du film The Man from Lost River
- Traité naval de Washington
- Création de la ville japonaise de Ube